# あまカラ夫婦
『あまカラ夫婦』（あまカラふうふ）は、1972年1月5日から同年3月29日まで日本テレビ系列局で放送されていた日本テレビ製作の視聴者参加型のトークバラエティ番組である。全13回。放送時間は毎週水曜 22:00 - 22:26（日本標準時）。

## 概要
毎回2組のカップルにインタビューをし、その夫婦像を浮き彫りにしていた公開番組である。改編期までのつなぎ番組として製作された。

## 司会
- 有島一郎
- 中村メイコ